# ローラン・ジャラベール

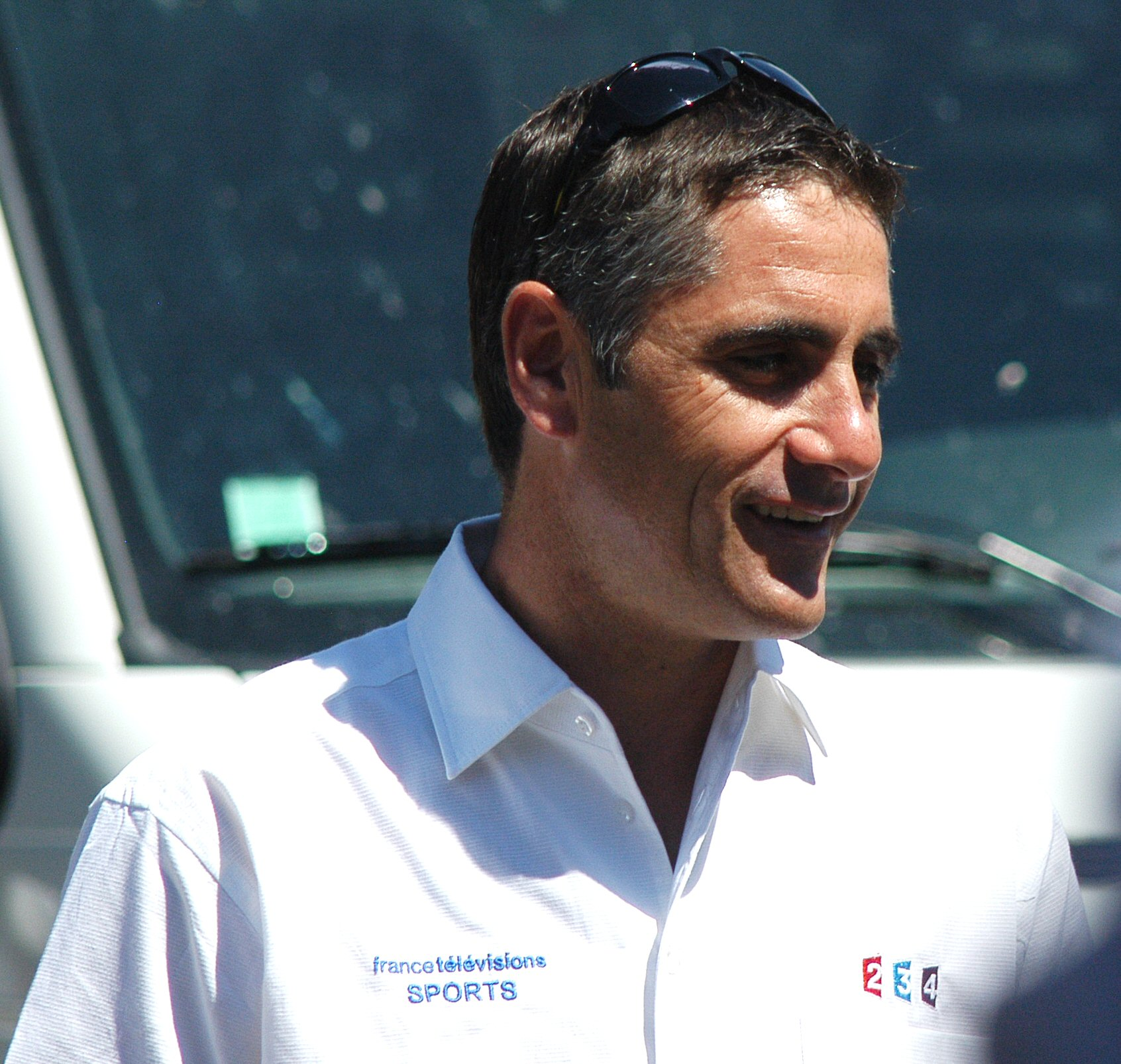
2007年

ローラン・ジャラベール（Laurent Jalabert。1968年11月30日- ）はフランス・タルヌ県マザメ出身の元自転車競技選手。グランツールの総合優勝は1995年のブエルタ・ア・エスパーニャだけだが、偉業ともいうべき記録を保持する名選手であり、他の選手やファンからは「ジャジャ（JAJA）」「パンダ」の愛称で親しまれた。

## 経歴

### 偉業達成
レースキャリアとしては、1989年にトウシバ・チームに入り、3年目のシーズンには同チームのエースとして君臨した。しかし、出身地のタルヌ県はラグビーの盛んな土地柄であり、地元ではこの当時の活躍はほとんど注目を集めていなかったという。1992年にスペインのオンセへと移籍し、長らくそこでエースとして活躍を続けた。2001年からはCSC-Tiscali（現チーム・サクソバンク）へ移籍し2年連続山岳賞に輝き、2002年に引退。
上述した1995年のブエルタでは区間5勝を挙げ、第3ステージから総合トップに立ってそのまま総合優勝を果たしたばかりか、ポイント賞、山岳賞も併せて制するという『三冠王』に輝いた。ちなみにグランツールにおける同一年度『三冠王』は、エディ・メルクスが1968年のジロ・デ・イタリアと1969年のツール・ド・フランス、トニー・ロミンゲルが1993年のブエルタで達成しており、史上3人目の快挙であった。さらに、史上3人しかいない全グランツールポイント賞受賞も達成しており、グランツールにおけるポイント賞、山岳賞の受賞回数は通算10回にも及ぶ。なお、彼が制覇した1995年のブエルタ以降、2012年現在までフランス人選手でグランツールを制した選手は出ていない（地元ツール・ド・フランスでは1985年のベルナール・イノーが最後である）。
弟のニコラ・ジャラベールも自転車ロード選手である。エースで活躍した兄とは異なりアシスト中心ではあるがオンセ、CSC時代は兄と同じチームに所属し、その後フォナックを経て現在はアグリチュベルチームで活躍している。

### 栄光とその影
当初ジャラベールはスプリンター型の選手であったが、1992年にオンセに移籍してからは山岳もこなせるようになり、フランス出身の選手としてはベルナール・イノー以来といってもいい、オールラウンダー型の選手として多くのステージ、クラシックレースを制した。
1994年のツール・ド・フランス第1ステージでの落車事故(道路脇に立っていた警官と激突、転倒した選手に追突し顔面骨折)で一時は選手生命も危ぶまれたこともあったが、1995年のツール・ド・フランスではマイヨベールを獲得しながら、第12ステージの山岳ステージ（折りしも7月14日フランス革命記念日だった）を優勝し総合4位に。同年のブエルタ・ア・エスパーニャで山岳賞、ポイント賞を総なめにして総合優勝。1997年の世界選手権個人タイムトライアルを制するなどタイムトライアルも得意としていた。しかし本人談によれば、ジャラベールは高山病に悩まされ続け、グランツールの総合優勝争いという点に及ぶと体がそこまで持たない状況に常に追い込まれていたという。また、ツールにおいて7月14日フランス革命記念日ステージでは1995年、2001年と2度ステージ優勝している。
2002年に引退後はLOOKのコンサルタント並びにフレームのビルダー、さらにテレビ解説者等の活動を行っている。一方で2005年にはニューヨークシティーマラソンに出場し、2時間55分39秒の走破タイムで完走している。最近ではトライアスロンにも取り組んでいるという。
オンセ・CSCでチームメイトだった、カルロス・サストレを高く評価しており、2007年ツール・ド・フランスでは優勝候補に挙げていた(翌2008年サストレはツールで総合優勝を果たした)。

### ドーピング
世界ランキング1位の常連になる頃には他の選手の信望も一身に集め、選手会長や選手のスポークスマン的な役割も果たした。
1998年のツール・ド・フランスのドーピング騒動（通称:フェスティナ事件）の際には警察の度重なる介入に対する抗議の為のプロトン全体によるストライキやサボタージュを先導した。第12ステージでは序盤のスプリントポイント付近でプロトン全体の座り込みを指導し、自身は主催者側との2時間に及ぶ交渉を行った。この時は交渉が成立した為レースが行われたが、第17ステージでは主催者側との交渉が決裂した。これを受けて自身は抗議のリタイアを選択し、所属チームのオンセはこれに従う形でチームごと棄権した。更にこの動きに追随して2チームがチームごと棄権し、プロトンはゼッケンを捨ててのサイクリング（ストライキ）を行った。
この様にレース主催者相手でも一歩も引かずにアピールするなど指導力も見せており、その影響力はプロトン全体を動かすものであった。
ところが、2013年のツール・ド・フランス直前の6月24日、上記のドーピング騒動があった1998年のツール・ド・フランスで採取され2004年に行われた血液サンプル調査（法的な問題で未公表であった）において、ジャラベールがエリスロポエチン（EPO）を使っていたという証拠が見つかったとフランスのレキップが報道、これを受け出演していたテレビ番組の解説者を降板。
2013年7月24日、フランス上院のドーピング調査委員会は、1998年のツール・ド・フランスで採取した血液サンプルの調査結果を公表。総合優勝のマルコ・パンターニやポイント賞のエリック・ツァベルらと共にEPOを使用していたことが明らかになった。ただし、1998年当時はEPOは禁止物質に指定されていなかった。

## 実績

### 特別賞受賞
UCI・ロードワールドランキングス･･･1995, 1996, 1997,1999

### 世界自転車選手権等優勝実績
個人タイムトライアル･･･1997
フランス国内選手権･･･1998

### グランツール実績
ツール・ド・フランス 通算4勝; 1992 ポイント賞;1995 ポイント賞; 2001 山岳賞;  2002 山岳賞;
ジロ・デ・イタリア 通算3勝; 1999 ポイント賞
ブエルタ・ア・エスパーニャ 通算18勝; 1994 ポイント賞; 1995 総合優勝・ポイント賞・山岳賞; 1996 ポイント賞; 1997 ポイント賞

### 主なレース優勝実績
ミラノ～サンレモ (1995)
ジロ・ディ・ロンバルディア (1997)
フレッシュ・ワロンヌ (1995, 1997)
パリ～ニース (1995, 1996, 1997)
クラシカ・サンセバスティアン  (2001, 2002)
ツール・ド・ロマンディ (1999)
カタルーニャ一周 (1995)
バスク一周 (1999)
クリテリウム・アンテルナシオナル (1995)
他多数。